# 俄羅斯—北約關係
北大西洋公约组织军事同盟与俄罗斯的关系于1991年通過北大西洋合作委员会建立。  1994年，俄罗斯加入和平伙伴关系计划。此后，北约与俄罗斯签署了多项合作协议。
2002年，俄罗斯-北约理事会成立。此後俄罗斯与北约在打击恐怖主义、阿富汗以及武器不扩散等領域有合作。
2014年4月1日，烏克蘭危機爆發後，北约决定暂停与俄罗斯的所有合作，但北约-俄罗斯理事会并未暂停。
2021年10月，在北约将8名俄罗斯外交官驱逐出北約位於布鲁塞尔的总部後，俄罗斯宣佈於當年11月1日起暂停俄罗斯常驻北约代表团的工作以及终止北约驻莫斯科信息处的活动。2021年12月，北約秘書長斯托爾滕貝格表示「北約與烏克蘭的關係，將由30個盟國和烏克蘭來決定，沒有其他人可以做決定」以及「北約不能接受俄羅斯試圖重建一個大國勢力範圍」。
2022年1月12日，俄罗斯-北约理事会会议在位于布鲁塞尔的北约总部召开。